# Edward Clark (politico)
Edward Clark (New Orleans, 1º aprile 1815 – Marshall, 4 maggio 1880) è stato un politico statunitense, membro del Partito Democratico e ottavo governatore del Texas. Il suo mandato coincise con l'inizio della guerra civile americana.

## Biografia
Nacque il 1º aprile 1815 a New Orleans in Louisiana. Suo zio paterno, John Clark, fu governatore della Georgia dal 1819 al 1823. Clark crebbe in Georgia, ma dopo la morte di suo padre negli anni '30 dell'Ottocento, si trasferì a Montgomery, in Alabama con sua madre, dove studiò legge.
Clark morì il 4 maggio 1880 a Marshall, in Texas.

### Vita privata
Clark sposò Lucy Long nel 1840, che morì poco dopo. Nel 1849 invece sposò Martha Melissa Evans, con cui ebbe quattro figli.

## Carriera politica e militare
Clark si trasferì in Texas nel 1842, dove aprì uno studio legale. Durante la guerra messico-statunitense prestò servizio nella squadra del generale J. Pinckney Henderson e combatté nella battaglia di Monterrey. Quando la guerra finì, prestò servizio come segretario di stato sotto il governatore Elisha M. Pease e come vicegovernatore sotto il governatore Sam Houston. Quando Sam Houston si rifiutò di prestare giuramento di fedeltà alla Confederazione, Clark divenne governatore.
Nel 1863 si unì all'esercito degli Stati confederati e fu nominato colonnello del 14th Texas Infantry Regiment. Comandò l'unità fino a quando non fu ferito nella battaglia di Pleasant Hill. Successivamente fuggì brevemente in Messico e alla fine della guerra di secessione americana tornò a casa a Marshall in Texas.